# Lista seriali i programów telewizyjnych na podstawie publikacji DC Comics
Poniższa lista zawiera seriale telewizyjne fabularne i animowane oraz inne produkcje telewizyjne na podstawie komiksów wydawnictwa DC Comics. Uwzględnione zostały w niej seriale wyprodukowane na potrzeby tradycyjnych stacji telewizyjnych, platform streamingowych i direct-to-video.

## Seriale aktorskie

### Zakończone
| Lata emisji | Tytuł                                                                | Ilość sezonów | Ilość odcinków | Emisja                | Wytwórnia                                                                                            | Uwagi                                                                        | Przypis              |
| ----------- | -------------------------------------------------------------------- | ------------- | -------------- | --------------------- | --- | ---------------------------------------------------------------------------- | -------------------- |
| 1952–1958   | Adventures of Superman                                               | 6             | 104            |                       | Motion Pictures for Television / National Comics Publications                                        |                                                                              | [ 1 ]                |
| 1966–1968   | Batman                                                               | 3             | 120            | ABC                   | 20th Century Fox Television / Greenway Productions                                                   |                                                                              | [ 2 ]                |
| 1974–1976   | Shazam!                                                              | 2             | 28             | CBS                   | Filmation Associates                                                                                 |                                                                              | [ 2 ] [ 3 ]          |
| 1975–1976   | The Secrets of Isis                                                  | 2             | 22             | CBS                   | Filmation Associates                                                                                 | Powiązany z serialem Shazam!; wprowadził postać Isis do publikacji DC Comics | [ 2 ] [ 4 ]          |
| 1975–1979   | Wonder Woman                                                         | 3             | 60             | ABC / CBS             | Warner Bros. Television / DC Comics / The Douglas S. Cramer Co. / Bruce Lansbury Productions, Ltd.   |                                                                              | [ 2 ]                |
| 1988–1992   | Superboy                                                             | 4             | 100            |                       | Cantharus Productions / Alexander and Ilya Salkind Productions / Lowry Productions / DC Comics       |                                                                              | [ 1 ]                |
| 1990–1993   | Potwór z bagien Swamp Thing                                          | 3             | 72             | USA Network           | BBK Productions, Inc. / Batfilm Productions, Inc. / MCA Television Entertainment                     |                                                                              | [ 2 ]                |
| 1990–1991   | Flash                                                                | 1             | 22             | CBS                   | Warner Bros. Television / Pet Fly Productions                                                        |                                                                              | [ 2 ]                |
| 1992        | Human Target                                                         | 1             | 7              | ABC                   | Warner Bros. Television / Pet Fly Productions                                                        |                                                                              | [ 2 ]                |
| 1993–1997   | Nowe przygody Supermana Lois & Clark: The New Adventures of Superman | 4             | 88             | ABC                   | Warner Bros. Television / December 3 Productions / Gangbuster Films Inc. / Roundelay Productions     |                                                                              | [ 1 ]                |
| 2001–2011   | Tajemnice Smallville Smallville                                      | 10            | 217            | The WB / The CW       | Warner Bros. Television / DC Comics / Tollin/Robbins Productions / Millar Gough Ink                  |                                                                              | [ 5 ]                |
| 2002–2003   | Ptaki Nocy Birds of Prey                                             | 1             | 13             | The WB                | Warner Bros. Television / Tollin/Robbins Productions                                                 |                                                                              | [ 6 ]                |
| 2010–2011   | Człowiek-Cel Human Target                                            | 2             | 25             | Fox / CTV             | Warner Bros. Television / DC Entertainment / Wonderland Sound and Vision                             |                                                                              | [ 7 ]                |
| 2012–2020   | Arrow                                                                | 8             | 170            | The CW                | Warner Bros. Television / DC Entertainment / Berlanti Productions                                    | Część Arrowverse                                                             | [ 8 ]                |
| 2014–2019   | Gotham                                                               | 5             | 100            | Fox                   | Warner Bros. Television / DC Entertainment / Primrose Hill Productions                               |                                                                              | [ 9 ]                |
| 2014–2023   | Flash                                                                | 9             | 184            | The CW                | Warner Bros. Television / DC Entertainment / Berlanti Productions                                    | Część Arrowverse                                                             | [ 10 ] [ 11 ] [ 12 ] |
| 2014–2015   | Constantine                                                          | 1             | 13             | NBC                   | Warner Bros. Television / DC Entertainment / Ever After Productions / Phantom Four Films             |                                                                              | [ 13 ]               |
| 2015–2021   | Supergirl                                                            | 6             | 126            | CBS / The CW          | Warner Bros. Television / DC Entertainment / Berlanti Productions                                    | Część Arrowverse                                                             | [ 14 ]               |
| 2016–2022   | Legends of Tomorrow                                                  | 7             | 110            | The CW                | Warner Bros. Television / DC Entertainment / Berlanti Productions                                    | Część Arrowverse                                                             | [ 15 ]               |
| 2017        | Bezmocni Powerless                                                   | 1             | 12             | NBC                   | Warner Bros. Television / DC Entertainment / Ehsugadee Productions                                   |                                                                              | [ 16 ]               |
| 2018–2021   | Black Lightning                                                      | 4             | 58             | The CW                | Warner Bros. Television / DC Entertainment / Berlanti Productions / Akil Productions                 | Część Arrowverse                                                             | [ 17 ]               |
| 2018–2019   | Krypton                                                              | 2             | 20             | Syfy                  | Warner Horizon Television / DC Entertainment / Phantom Four Films                                    |                                                                              | [ 18 ]               |
| 2018–2023   | Titans                                                               | 4             | 49             | DC Universe / HBO Max | Warner Bros. Television / DC Entertainment / Weed Road Pictures / Berlanti Productions               |                                                                              | [ 19 ] [ 20 ]        |
| 2019        | Swamp Thing                                                          | 1             | 10             | DC Universe           | Warner Bros. Television / DC Entertainment / Big Shoe Productions, Inc. / Atomic Monster Productions |                                                                              | [ 21 ]               |
| 2019–2022   | Pennyworth                                                           | 3             | 30             | Epix / HBO Max        | Warner Horizon Television / DC Entertainment / Primrose Hill Productions                             | Powiązany z serialem Gotham                                                  | [ 22 ]               |
| 2019–2022   | Batwoman                                                             | 3             | 51             | The CW                | Warner Bros. Television / DC Entertainment / Berlanti Productions                                    | Część Arrowverse                                                             | [ 23 ]               |
| 2019        | Watchmen                                                             | 1             | 9              | HBO                   | Warner Bros. Television / DC Entertainment / Paramount Television / White Rabbit                     |                                                                              | [ 24 ]               |
| 2020–2022   | Stargirl                                                             | 3             | 39             | DC Universe / The CW  | Warner Bros. Television / DC Entertainment / Mad Ghost Productions / Berlanti Productions            |                                                                              | [ 25 ]               |
| 2022        | Naomi                                                                | 1             | 13             | The CW                | Warner Bros. Television / DC Entertainment / Array Filmworks                                         |                                                                              | [ 26 ]               |

### Trwające
| Lata emisji | Tytuł                         | Ilość sezonów | Ilość odcinków | Emisja                | Wytwórnia                                                                                     | Uwagi                                                                                               | Przypis              |
| ----------- | ----------------------------- | ------------- | -------------- | --------------------- | --------------------------------------------------------------------------------------------- | --------------------------------------------------------------------------------------------------- | -------------------- |
| 2019–       | Doom Patrol                   | 4             | 40             | DC Universe / HBO Max | Warner Bros. Television / DC Entertainment / Berlanti Productions / Jeremy Carver Productions | Spin-off serialu Titans, finałowy sezon                                                             | [ 27 ] [ 20 ]        |
| 2021–       | Superman & Lois               | 3             | 39             | The CW                | Warner Bros. Television / DC Entertainment / Berlanti Productions                             | Część Arrowverse, zamówiony 3. sezon                                                                | [ 28 ] [ 11 ]        |
| 2022–       | Peacemaker                    | 1             | 8              | HBO Max               | Warner Bros. Television / DC Studios / Troll Court Entertainment / The Safran Company         | Spin-off filmu Legion samobójców: The Suicide Squad, część DC Extended Universe, zamówiony 2. sezon | [ 29 ] [ 30 ] [ 31 ] |
| 2023        | Rycerze Gotham Gotham Knights | 1             | 9              | The CW                | Warner Bros. Television / DC Entertainment / Berlanti Productions                             | | [ 32 ]               |

### Zapowiedziane
| Lata emisji | Tytuł         | Emisja  | Wytwórnia                                                                    | Uwagi                                                                   | Przypis |
| ----------- | ------------- | ------- | ---------------------------------------------------------------------------- | ----------------------------------------------------------------------- | ------- |
|             | The Penguin   | HBO Max | Warner Bros. Television / DC Studios / 6th & Idaho / Dylan Clark Productions | Spin-off filmu Batman.                                                  | [ 33 ]  |
|             | Waller        | HBO Max | DC Studios                                                                   | Spin-off serialu Peacemaker, część DCU – Chapter One: Gods and Monsters | [ 34 ]  |
|             | Paradise Lost | HBO Max | DC Studios                                                                   | Część DCU – Chapter One: Gods and Monsters                              | [ 34 ]  |
|             | Booster Gold  | HBO Max | DC Studios                                                                   | Część DCU – Chapter One: Gods and Monsters                              | [ 34 ]  |
|             | Lanterns      | HBO Max | DC Studios                                                                   | Część DCU – Chapter One: Gods and Monsters                              | [ 34 ]  |

## Seriale aktorskie na podstawie imprintów

### Zakończone
| Lata emisji | Tytuł                                | Ilość sezonów | Ilość odcinków | Emisja        | Wytwórnia | Uwagi                                 | Przypis |
| ----------- | ------------------------------------ | ------------- | -------------- | ------------- | --- | ------------------------------------- | ------- |
| 2015–2019   | iZombie                              | 5             | 71             | The CW        | Warner Bros. Television / Vertigo (DC Entertainment) / Spondoolie Productions                                                                                               | Imprint Vertigo.                      | [ 35 ]  |
| 2016–2021   | Lucyfer Lucifer                      | 6             | 93             | Fox / Netflix | Warner Bros. Television / Vertigo (DC Entertainment) / Jerry Bruckheimer Television                                                                                         | Imprint Vertigo                       | [ 36 ]  |
| 2016–2019   | Preacher                             | 4             | 43             | AMC           | Sony Pictures Television / AMC Studios / Woodbridge Productions / Short Drive Entertainment / Point Grey / Original Film / Kickstart Productions / KFL Nightsky Productions | Imprint Vertigo                       | [ 37 ]  |
| 2021        | Y: Ostatni mężczyzna Y: The Last Man | 1             | 10             | Hulu          | Future Investigations / Color Force / Witch's Mark Productions / FXP | Sygnowany FX on Hulu, imprint Vertigo | [ 38 ]  |
| 2022        | DMZ                                  | 1             | 4              | HBO Max       | Warner Bros. Television / DC Entertainment / ARRAY Filmworks | Imprint Vertigo                       | [ 39 ]  |

### Trwające
| Lata emisji | Tytuł              | Ilość sezonów | Ilość odcinków | Emisja      | Wytwórnia | Uwagi                                 | Przypis       |
| ----------- | ------------------ | ------------- | -------------- | ----------- | --- | ------------------------------------- | ------------- |
| 2019–       | The Boys           | 3             | 24             | Prime Video | Sony Pictures Television / Amazon Studios / Kripke Enterprises / Point Grey Pictures / Original Film / Kickstart Entertainment / KFL Nightsky Productions | Imprint WildStorm, zamówiony 4. sezon | [ 40 ] [ 41 ] |
| 2021–       | Łasuch Sweet Tooth | 1             | 8              | Netflix     | Warner Bros. Television / DC Entertainment / Team Downey / Nightshade                                                                                     | Imprint Vertigo, zamówiony 2. sezon   | [ 42 ] [ 43 ] |
| 2022–       | Sandman            | 1             | 11             | Netflix     | Warner Bros. Television / DC Entertainment / Phantom Four / PurePop Inc. / The Blank Corporation                                                          | Imprint Vertigo, zamówiony 2. sezon   | [ 44 ] [ 45 ] |

### Zapowiedziane
| Lata emisji | Tytuł               | Emisja      | Wytwórnia | Uwagi                                        | Przypis |
| ----------- | ------------------- | ----------- | --- | -------------------------------------------- | ------- |
| 2023        | Gen V               | Prime Video | Sony Pictures Television / Amazon Studios / Kripke Enterprises / Point Grey Pictures / Original Film / Kickstart Entertainment / KFL Nightsky Productions | Spin-off serialu The Boys, imprint WildStorm | [ 46 ]  |
|             | Dead Boy Detectives | HBO Max     | Warner Bros. Television / DC Entertainment / Berlanti Productions                                                                                         | Imprint Vertigo                              | [ 47 ]  |

## Seriale animowane

### Zakończone
| Lata emisji | Tytuł                                                        | Ilość sezonów | Ilość odcinków | Emisja                                  | Wytwórnia                                                                     | Uwagi                                                               | Przypis             |
| ----------- | ------------------------------------------------------------ | ------------- | -------------- | --------------------------------------- | ----------------------------------------------------------------------------- | ------------------------------------------------------------------- | ------------------- |
| 1966–1970   | The New Adventures of Superman                               | 3             | 34             | CBS                                     | Filmation Associates                                                          |                                                                     | [ 48 ]              |
| 1967–1968   | Aquaman                                                      | 1             | 18             | CBS                                     | Filmation Associates / Ducovny Productions / National Periodical Publications |                                                                     | [ 49 ]              |
| 1968–1969   | The Adventures of Batman                                     | 1             | 17             | CBS                                     | Filmation Associates / Ducovny Productions / National Periodical Publications | Również pod tytułem Batman with Robin the Boy Wonder                | [ 50 ]              |
| 1973–1985   | Super Friends                                                | 9             | 93             | ABC                                     | Hanna-Barbera Productions / National Periodical Publications                  |                                                                     | [ 51 ]              |
| 1977        | The New Adventures of Batman                                 | 1             | 16             | CBS                                     | Filmation Associates / DC Comics                                              |                                                                     | [ 52 ]              |
| 1979–1980   | The Plastic Man Comedy/Adventure Show                        | 2             | 29             | ABC                                     | Ruby-Spears Productions                                                       |                                                                     | [ 53 ]              |
| 1981        | Shazam!                                                      | 1             | 12             | NBC                                     | Filmation Associates                                                          |                                                                     | [ 54 ]              |
| 1988        | Superman                                                     | 1             | 13             | CBS                                     | Ruby-Spears Productions                                                       | [ 1 ] [ 55 ]                                                        |                     |
| 1990–1991   | Swamp Thing                                                  | 1             | 5              | Fox                                     | DIC Entertainment / BBK Productions / MTE Enterprises                         |                                                                     | [ 56 ]              |
| 1992–1995   | Batman Batman: The Animated Series                           | 2             | 85             | Fox                                     | Warner Bros. Animation                                                        | Część DC Animated Universe                                          | [ 57 ] [ 58 ]       |
| 1996–2000   | Superman Superman: The Animated Series                       | 3             | 54             | The WB                                  | Warner Bros. Animation                                                        | Część DC Animated Universe                                          | [ 1 ] [ 57 ] [ 59 ] |
| 1997–1999   | The New Batman Adventures                                    | 1             | 24             | The WB                                  | Warner Bros. Animation                                                        | Kontynuacja Batman, część DC Animated Universe                      | [ 57 ] [ 58 ]       |
| 1999–2002   | Batman przyszłości Batman Beyond                             | 3             | 52             | The WB                                  | Warner Bros. Animation / DC Comics                                            | Część DC Animated Universe                                          | [ 57 ] [ 60 ]       |
| 2000–2004   | Static Shock                                                 | 4             | 52             | The WB                                  | Warner Bros. Animation                                                        | Część DC Animated Universe                                          | [ 57 ] [ 61 ]       |
| 2001–2002   | The Zeta Project                                             | 2             | 26             | The WB                                  | Warner Bros. Animation                                                        | Spin-off serialu Batman przyszłości, część DC Animated Universe     | [ 57 ] [ 62 ]       |
| 2001–2004   | Liga Sprawiedliwych Justice League                           | 2             | 52             | Cartoon Network                         | Warner Bros. Animation                                                        | Część DC Animated Universe                                          | [ 57 ] [ 63 ]       |
| 2003–2006   | Młodzi Tytani Teen Titans                                    | 5             | 65             | Cartoon Network / The WB                | Warner Bros. Animation                                                        |                                                                     | [ 64 ]              |
| 2004–2006   | Liga Sprawiedliwych bez granic Justice League Unlimited      | 3             | 39             | Cartoon Network                         | Warner Bros. Animation                                                        | Kontynuacja serialu Liga Sprawiedliwych, część DC Animated Universe | [ 57 ] [ 63 ]       |
| 2004–2008   | Batman                                                       | 5             | 65             | The WB / The CW / Cartoon Network       | Warner Bros. Animation / DC Entertainment                                     |                                                                     | [ 65 ]              |
| 2005–2006   | Krypto superpies Krypto the Superdog                         | 2             | 39             | Cartoon Network                         | Warner Bros. Animation                                                        |                                                                     | [ 66 ]              |
| 2006–2008   | Legion of Super Heroes                                       | 2             | 26             | The CW                                  | Warner Bros. Family Entertainment / DC Comics / Warner Bros. Animation        |                                                                     | [ 67 ]              |
| 2008–2011   | Batman: Odważni i bezwzględni Batman: The Brave and the Bold | 3             | 65             | Cartoon Network                         | Warner Bros. Animation / DC Entertainment                                     |                                                                     | [ 68 ]              |
| 2010–2022   | Liga Młodych Young Justice                                   | 4             | 98             | Cartoon Network / DC Universe / HBO Max | Warner Bros. Animation / DC Entertainment                                     |                                                                     | [ 69 ]              |
| 2011–2013   | Zielona Latarnia Green Lantern: The Animated Series          | 1             | 26             | Cartoon Network                         | Warner Bros. Animation / DC Entertainment                                     |                                                                     | [ 70 ]              |
| 2013–2014   | Beware the Batman                                            | 1             | 26             | Cartoon Network                         | Warner Bros. Animation / DC Entertainment                                     |                                                                     | [ 71 ]              |
| 2016–2018   | Justice League Action                                        | 1             | 52             | Cartoon Network                         | Warner Bros. Animation / DC Entertainment                                     |                                                                     | [ 72 ]              |
| 2019–2021   | DC Super Hero Girls                                          | 2             | 78             | Cartoon Network                         | Warner Bros. Animation / DC Entertainment                                     |                                                                     | [ 73 ]              |

### Trwające
| Lata emisji | Tytuł                                 | Ilość sezonów | Ilość odcinków | Emisja                    | Wytwórnia                                                                                                | Uwagi                          | Przypis       |
| ----------- | ------------------------------------- | ------------- | -------------- | ------------------------- | --- | ------------------------------ | ------------- |
| 2013–       | Młodzi Tytani: Akcja! Teen Titans Go! | 8             | 367            | Cartoon Network           | Warner Bros. Animation / DC Entertainment / DC Studios / Bardel Entertainment / Copernicus Studios       | Spin-off serialu Młodzi Tytani | [ 74 ] [ 75 ] |
| 2019–       | Harley Quinn                          | 3             | 36             | DC Universe / HBO Max     | Warner Bros. Animation / DC Entertainment / DC Studios / Yes, Norman Productions / Ehsugadee Productions | Zamówiony 4. sezon             | [ 76 ] [ 77 ] |
| 2022–       | Batwheels                             | 1             | 17             | Cartoon Network / HBO Max | Warner Bros. Animation / DC Studios / Bang Zoom Ltd.                                                     |                                | [ 78 ]        |

### Zapowiedziane
| Lata emisji | Tytuł                       | Emisja          | Wytwórnia  | Uwagi                                       | Przypis |
| ----------- | --------------------------- | --------------- | ---------- | ------------------------------------------- | ------- |
| 2023        | My Adventures with Superman | Cartoon Network | DC Studios |                                             | [ 12 ]  |
|             | Batman: Caped Crusader      |                 | DC Studios |                                             | [ 12 ]  |
|             | Creature Commandos          | HBO Max         | DC Studios | Część DCU – Chapter One: Gods and Monsters. | [ 34 ]  |

### Seriale animowane na podstawie imprintów
| Lata emisji | Tytuł                         | Ilość sezonów | Ilość odcinków | Emisja          | Wytwórnia | Uwagi                                        | Przypis |
| ----------- | ----------------------------- | ------------- | -------------- | --------------- | --- | -------------------------------------------- | ------- |
| 1994–1995   | Wild C.A.T.s                  | 1             | 13             | CBS             | Wildstorm Productions / Nelvana Limited                                                                         | Imprint Image Comics                         | [ 79 ]  |
| 2010–2013   | Mad                           | 4             | 103            | Cartoon Network | Warner Bros. Animation                                                                                          | Na podstawie komiksów w magazynie „Mad”      | [ 80 ]  |
| 2022        | The Boys Presents: Diabolical | 1             | 8              | Prime Video     | Amazon Studios / Kripke Enterprises / Original Film / Point Grey Pictures / Sony Pictures Television / Titmouse | Spin-off serialu The Boys, imprint WildStorm | [ 81 ]  |

## Programy rozrywkowe
| Lata emisji | Tytuł                      | Ilość sezonów | Ilość odcinków | Emisja      | Wytwórnia                       | Uwagi | Przypis |
| ----------- | -------------------------- | ------------- | -------------- | ----------- | ------------------------------- | ----- | ------- |
| 2018–2020   | DC Daily                   |               | 450            | DC Universe | Warner Bros. Television Studios |       | [ 82 ]  |
| 2020        | DC Universe All Star Games | 1             | 6              | DC Universe | Warner Bros. Television Studios |       | [ 83 ]  |